# Mecánico Fútbol Club
El Mecánico Fútbol Club (originalmente llamado Mecánico Football Club) fue uno de los primeros clubs de fútbol fundados en Palma de Mallorca (Islas Baleares, España). Fue uno de los primeros conjuntos formados por clases trabajadoras de la ciudad. Existió aproximadamente desde abril de 1920 hasta el 20 de noviembre del mismo año cuando se fusionó con el Mallorca Fútbol Club para formar el Baleares Fútbol Club. Es el más antiguo antecedente deportivo del actual Club Deportivo Atlético Baleares.

## Historia
El 3 de abril de 1920 apareció en el diario palmesano Última Hora un artículo sobre la fundación de nuevos equipos en Palma que hasta entonces habían sido creados por las clases sociales medias y altas de la ciudad. En el texto destacaba la siguiente frase:

En los talleres de la Isleña tengo noticias que se hacen preparativos para formar un team.

Esta era la primera vez que un conjunto de extracción obrera formaba un equipo de fútbol, por parte de los trabajadores de la compañía Isleña Marítima, aunque también participaron maquinistas navales en prácticas o estudiantes de esta carrera. Este equipo adoptó el nombre de Mecánico.
Su camiseta adoptó los colores de la compañía marítima: tres franjas azules sobre fondo blanco, inspirándose en las iniciales I-M de la compañía en fondo azul que adornaban las chimeneas de los vapores de la Isleña Marítima. Los pantalones eran azules para aprovechar, debidamente recortados, los monos de trabajo de sus trabajadores. Además, los colores representaban los colores del mar y del cielo.
La infraestructura del equipo era muy escasa debido a su humilde origen y falta de recursos. El local social estaba situado en el café Can Rasca, en la Calle de San Miguel n.º 67 (antes 187), esquina con la Calle Olmos de la misma ciudad. Carecía de campo y jugaba en una explanada del Muelle de Palma, aproximadamente donde estaban situadas las antiguas oficinas de la Isleña Marítima.
El primer partido registrado del Mecánico lo jugó el 25 de abril de 1920 en la entrepista del Velódromo de Tirador, propiedad de la sociedad ciclista Veloz Sport Balear, contra el Fundición Carbonell, otro club de similar extracción obrera. También participó en las competiciones habituales de aquella época, presididas por el amateurismo y la improvisación.
El club se fusionó con el Fundición Carbonell (que entonces había adoptado el nombre de Mallorca FC). Éste había sido expulsado de su local social y fue a parar a Can Rasca, donde coincidió con el Mecánico. Debido a la común extracción obrera de los jugadores y aficiones pronto surgió la sintonía entre ambos clubes y decidieron unirse para formar un club más potente.
El 20 de noviembre de 1920 se produjo la fusión del Mecánico y Mallorca con el nombre de Baleares Foot-ball.
El presidente del Mecánico fue Gabriel Cifre Borràs.